# 亚洲公路12号线

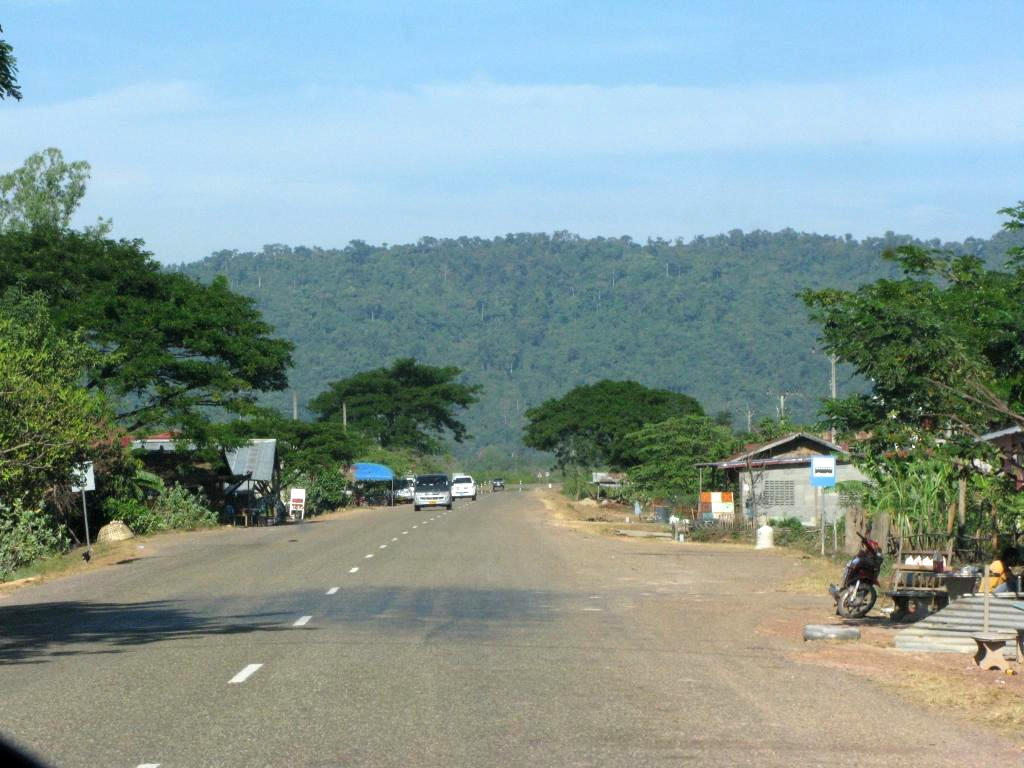
位于老挝的AH12

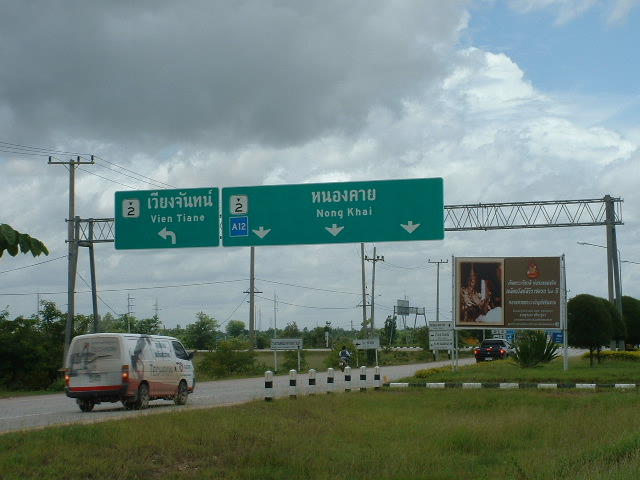
位于农开的AH12

亚洲公路12号线（英語：Asian Highway 12）编号为，是亞洲公路網系統位于东南亚的一條公路，长约1195 km (747 miles)，从位于老挝Nateuy的为起点，途经芒赛、琅勃拉邦、万荣、永珍、廊开、乌隆他尼、孔敬、呵叻、沙拉武里，终点位于泰国北標府农开Hin Kong。

## 东南亚
自从1994年4月8日，这条南北向的亚洲高速公路AH12就已经分别在老挝和泰国建成了各自部分。连接起两国道路的是耗资三千万美元，通过澳大利亚援助老挝项目建成的泰寮友誼大橋。

## 线路

### 老挝
- 13号公路：Nateuy - 永珍
- 道路: 永珍 - Thanaleng（永珍地区（英语：Vientiane Prefecture））
- 泰寮友誼大橋

### 泰国
- 泰国二号公路：廊开 - 沙拉武里
- 泰国一号公路: 沙拉武里 - Hin Kong（农开（英语：Amphoe Nong Khae））